# Cyclophora puppillaria
Cyclophora puppillaria, selten auch Puppillenspanner oder Roter Gürtelpuppenspanner genannt, ist ein Schmetterling (Nachtfalter) aus der Familie der Spanner (Geometridae). Es handelt sich um eine in Grundfarbe und Zeichnung ungemein variable Art.

## Merkmale
Die Falter erreichen eine Flügelspannweite von 23 bis 28 Millimetern, die zweite und eventuell folgende Generationen sind im Durchschnitt deutlich kleiner, oft nur 19 Millimeter. Die Vorderflügel sind apikal zugespitzt und der Costalrand zum Apex hin abgeknickt. Dagegen sind die Hinterflügel in der Mitte des Außenrandes deutlich geschwänzt. Vorder- und Hinterflügel besitzen nahezu die gleiche Grundfärbung. Diese ist jedoch sehr variabel und reicht gewöhnlich von rotbraun bis rötlich gelb und hellbraun. Auch Exemplare mit sandfarbener, brauner oder oranger Grundfarbe kommen vor. Auch die Zeichnung ist sehr variabel. Die innere und äußere Querlinie sowie der Mittelschatten können sehr deutlich ausgebildet sein, aber auch fast völlig fehlen. Dabei kann auch ein Element vorhanden sein, das oder die anderen auch fehlen. Die innere Querlinie, vor allem aber die äußere Querlinie ist häufig durch eine Punktreihe ersetzt. Die Diskalflecke auf Vorder- und Hinterflügeln können groß und umrandet sein bis klein oder auch völlig fehlend. Bei Exemplaren mit großen Diskalflecken sind diese häufig weiß gekernt. Die Diskalflecke der Vorderflügel sitzen, wenn vorhanden (und wenn ein Mittelschatten ausgebildet ist) apikalwärts. Dagegen liegen die Diskalflecke der Hinterflügel, sofern vorhanden und ein Mittelschatten ausgebildet ist, im Mittelschatten oder wurzelwärts davon. Saumflecke sind gewöhnlich auf den Vorderflügeln vorhanden, aber meist fehlend auf den Hinterflügeln. Die Saumflecke der Vorderflügel sind, wenn vorhanden besonders deutlich zum Apex des Flügels hin ausgebildet. Die wurzelwärtige Hälfte des Kostalrandes ist häufig dunkel gefärbt. Da wo die innere und äußere Querlinie den Kostalrand der Vorderflügel erreichen, sind meist deutliche Flecken ausgebildet. Diese können auch vorhanden sein, wenn die Querlinien fast erloschen sind. Die Fransen besitzen gewöhnlich die Grundfarbe der Flügel. Bei der Unterart lilacinipes von Madeira sind die Fransen dagegen dunkler als die Grundfarbe.
Das Ei ist länglich-oval mit der etwas breiteren Seite unten. Es ist zunächst hellgelb, wird später orangefarben und ist kurz vor dem Schlüpfen der Eiraupen rötlich-gefleckt.
Die Farbe der Raupe variiert von grün und gelb über braun bis zu rot. Die Segmente sind deutlich eingeschnürt und meist auch farblich etwas von den Einschnürungen abgehoben. Füße, Stigmen und Afterklappe sind dagegen rötlich gefärbt. Der gelbe bis braune Kopf besitzt oben häufig eine dunklere Längslinie.
Die Puppe ist relativ schlank mit zugespitztem Kremaster. Sie ist meist grünlich gefärbt, dabei sind Kopfspitzen und Kremaster leicht rötlich.

## Geographische Verbreitung und Lebensraum
Die Art ist im Mittelmeerraum weit verbreitet. Das Vorkommen reicht von der Iberischen Halbinsel und Marokko im Westen bis nach Griechenland, Kleinasien und Ägypten im Osten. Sie kommt auf allen größeren Mittelmeerinseln vor. Das Vorkommen zieht sich weiter über die Krim und das Kaukasusgebiet bis in den Iran und eventuell bis Afghanistan. Im Norden bilden die Alpen die Nordgrenze der Verbreitung, in Frankreich kommt sie in Südfrankreich und an der Atlantikküste bis südlich der Bretagne vor. Weiter östlich werden die nördlichsten ständigen Vorkommen in Ungarn gefunden. Die Art wandert und ist daher im Sommer auch nördlich der Alpen bis nach Südengland, Dänemark, Südschweden und Südfinnland anzutreffen. Sie kann dort unter günstigen Bedingungen eine (Folge-)Generation bilden, die jedoch den Winter nicht übersteht.
Die Populationen auf Madeira und den Azoren werden als konspezifisch betrachtet, jedoch als jeweils eigene Unterarten akzeptiert, C. p. lilacinipes auf Madeira und C. p. granti auf den Azoren.
Die Art bevorzugt trockene und warme Habitate. Im Mittelmeerraum ist sie häufig in der Macchie und lockeren Eichenwäldern zu finden. In der Vertikalen ist die Art zwischen 0 und etwa 1000 Meter anzutreffen, in der Türkei auch bis 1500 Meter. Während der Wanderflüge kann die Art jedoch in Höhen bis zu 3200 Meter aufsteigen.

## Lebensweise
Die Art ist plurivoltin, d. h., sie bildet mehrere Generationen im Jahr. Die Falter erscheinen im nördlichen Teil des Verbreitungsgebietes mit Bodenständigkeit im März und fliegen bis in den Oktober oder bei günstigen Witterungsverhältnissen bis in den November. In Nordafrika und im Nahen Osten sind die Falter das ganze Jahr über anzutreffen. Die Falter fliegen in der Dämmerung und in der Nacht, sie werden durch künstliche Lichtquellen angelockt.
Die Raupen sind polyphag. Folgende Raupennahrungspflanzen werden in der Literatur angegeben: Eichen (Quercus spp.), Zistrosen (Cistus spp.), Myrte (Myrtus) (z. B. Myrte (Myrtus communis)), Schmalblättrige Steinlinde (Phillyrea angustifolia), Heidekräuter (Erica) und der Westliche Erdbeerbaum (Arbutus unedo).

## Systematik
Die Art wurde 1798 von Jacob Hübner unter dem Namen Geometra puppillaria erstmals wissenschaftlich beschrieben. Durch die fast schon extreme Variabilität in Zeichnung und Farbe wurde die Art noch mehrmals unter anderen Namen beschrieben: Geometra nolaria Hübner, 1809, Geometra gyrata Hübner, 1809, Aspilates mirtalis Costa, 1834, Ephyra calaritana Turati, 1911 und Cosymbia (Ephyra) puppillaria asiaeminoris Amsel, 1935. Alle diese Namen sind daher jüngere Synonyme. Andere für diese Art vorgeschlagene Name werden als Unterarten anerkannt. Derzeit werden folgende Unterarten berücksichtigt: Cyclophora puppillaria granti Prout, 1935 (Azoren) und Cyclophora puppillaria lilacinipes Schaus & Cockerell, 1923 (Madeira).

### Einzelnachweis
1. ↑  www.schmetterlinge-deutschlands.de (Memento des Originals vom 4. März 2016 im Internet Archive)  Info: Der Archivlink wurde automatisch eingesetzt und noch nicht geprüft. Bitte prüfe Original- und Archivlink gemäß Anleitung und entferne dann diesen Hinweis.

## Anmerkung
1. ↑  Die deutschen Namen sind völlig unüblich, da es sich um keine bodenständige Art handelt. Die zitierte Literatur verwendet diese Namen nicht!